# Год оружия
«Год оружия» (англ. Year of the Gun) — американский фильм-триллер 1991 года режиссёра Джона Франкенхаймера по мотивам одноимённого романа Майкла Мьюшоу (англ. Michael Mewshaw).

## Сюжет
1978 год. Италию захлестнула волна массовых протестов. Террористическая организация «Красные бригады» совершает одну акцию насилия за другой.
Американец Дэвид Рэйборн приезжает в Рим и возвращается на работу журналистом в местную англоязычную газету. Он мечтает воссоединиться со своей любимой женщиной Лией — бывшей женой итальянского промышленника. Чтобы заработать денег на совместную жизнь, Дэвид пишет роман, сюжетом которого является похищение одной из центральных итальянских политических фигур «Красными бригадами». Он знакомится с американской журналисткой Элисон Кинг, которая подозревает, что Дэвиду многое известно о «Красных бригадах». После проведённой совместно ночи она находит рукопись Дэвида и рассказывает об этом его другу профессору Итало Бьянки. Профессор сочувствует террористам и рассказывает об этом Джузеппе, своему связному из «Красных бригад». Террористы приходят к выводу, что произошла утечка информации и Рэйборну стало известно об их плане похищения итальянского премьер-министра Альдо Моро. Они начинают охоту на Дэвида и Элисон. Дэвид обращается за помощью к Лие, но она также оказывается связанной с «Красными бригадами». Беглецов ловят и отвозят в уединённое место. Жертвы охоты ожидают, что их расстреляют, но вместо этого террористы убивают Лию, решив, что утечка информации произошла через неё. Революционеры требуют, чтобы Элисон сделала фотографии тела Лии, а Рэйборн написал о том, как они расправляются с предателями.
Дэвид даёт интервью по поводу публикации своей документальной (уже не художественной) книги «Год оружия» о «Красных бригадах», фотографии для которой сделала Элисон Кинг.

## В ролях
- Эндрю Маккарти— Дэвид Рэйборн
- Шэрон Стоун — Элисон Кинг
- Валерия Голино — Лия
- Джон Пэнкоу — профессор Итало Бьянки
- Джордж Марселл — Питер Бернье
- Маттиа Сбраджа — Джованни

## Критика
Фильм получил смешанные отзывы. Кинокритик газеты New York Times Джанет Мэслин (Janet Maslin) раскритиковала создание фильма по мотивам книги, заявив:

Сценарий Дэвида Эмброуза, основанный на книге Майкла Мьюшоу, усложнён головокружительно и слишком многое зависит от предполагаемой силы американского журналиста, для которого роман стал проблемой. Он говорит что роман будет похож на «День Шакала» — смесь действительных и вымышленных героев. Журналист заранее знал о похищении Альдо Моро — событии, поднявшем такую бурю.
Оригинальный текст (англ.)"But the plot, from a screenplay by David Ambrose based on Michael Mewshaw's book, turns out to be dizzyingly overcomplicated, and far too much of it hinges on the American journalist's supposed power to make trouble with his novel, which he says will be a "Day of the Jackal"-like mixture of real and fictitious characters. It is this journalist's advance knowledge of the plot to kidnap Aldo Moro, a former Italian Prime Minister, that makes so many waves."

Мнение ведущих программы Siskel & Ebert разделилось. Джин Сискел не одобрил фильм, его товарищ Роджер Эберт напротив показал жест «большой палец вверх».